# Ніколас Гарсія (плавець)
Ніколас Гарсія (ісп. Nicolás García, 18 червня 2002) — іспанський плавець.
Учасник Олімпійських Ігор 2020 року, де у фіналі на дистанції 200 метрів на спині посів 8-ме місце.